# Мацей Кот
Мацей Кот (пол. Maciej Kot) — польський стрибун з  трампліна, олімпійський медаліст, чемпіон світу та призер чемпіонатів світу. 
Бронзову олімпійську медаль  Кот виборов на Пхьончханській олімпіаді 2018 року разом із товаришами зі збірної в командних змаганнях на великому трампліні.

## Зовнішні посилання
- Досьє на сайті FIS [Архівовано 25 травня 2018 у Wayback Machine.]

## Виноски
1. ↑  Olympedia — 2006.
2. ↑  Men's large hill team results (PDF). Архів оригіналу (PDF) за 20 лютого 2018. Процитовано 23 квітня 2018.